# ایوب الزیتونی
ایوب الزیتونی (انگلیسی: Ayoub Ezzaytouni؛ زادهٔ ۱۲ سپتامبر ۲۰۰۱) بازیکن فوتبال است.